# Jacques Amable Legrand

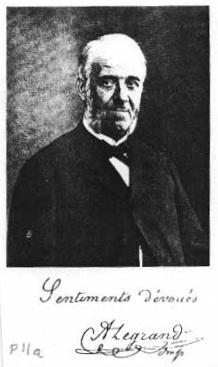

Dr. Jacques Amable Legrand, (29 augustus 1820 – 6 juni 1912), wonend in Parijs, was een van de eerste postzegelverzamelaars. Hij was de uitvinder van de tandingmeter, maakte studie van postzegels en schreef onder het pseudoniem Dr. Magnus talrijke filatelistische werken.